# Oratorio dei Quaranta Martiri
Oratorio dei Quaranta Martiri, ”De fyrtio martyrernas oratorium”, är ett oratorium, beläget vid Santa Maria Antiqua på Forum Romanum i Rom.
Själva byggnaden tros ha fullbordats av kejsar Trajanus i början av 100-talet e.Kr. Väggmålningarna, som bland annat föreställer de Fyrtio martyrernas martyrium, tillkom dock inte förrän på 700- eller 800-talet. Oratoriet skadades allvarligt i samband med en jordbävning år 847.

## Bilder

Fresker i oratoriet
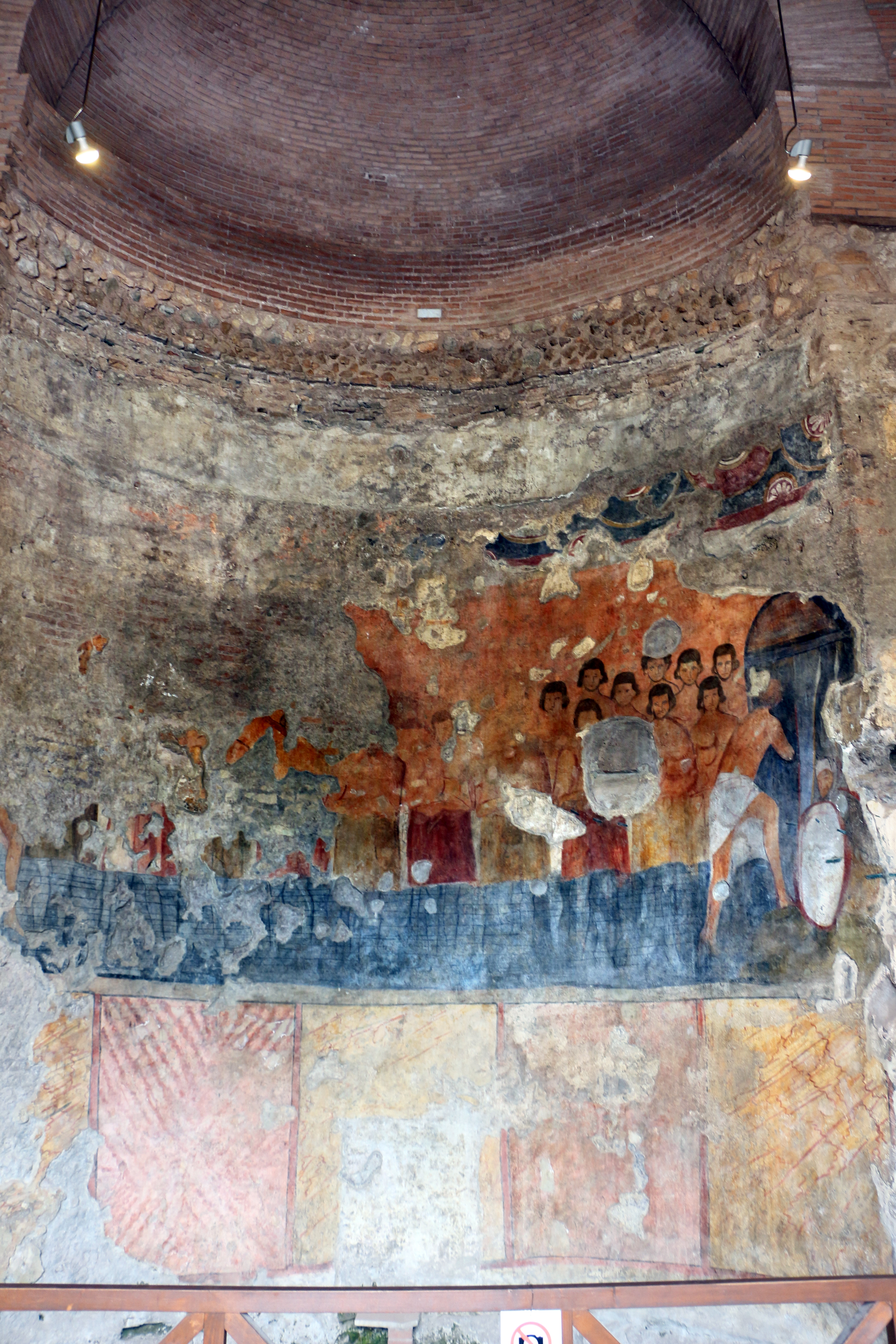
Absiden.
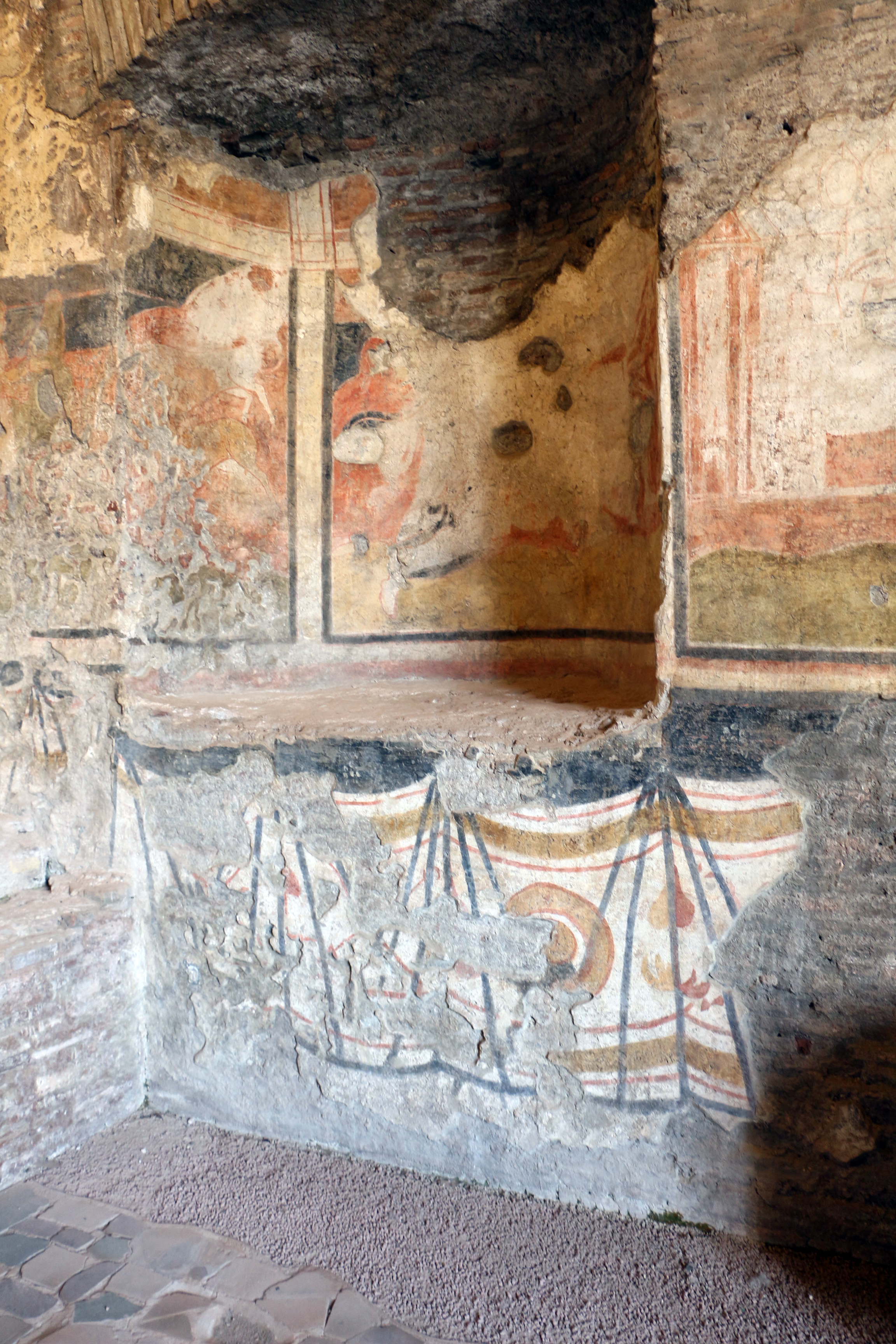
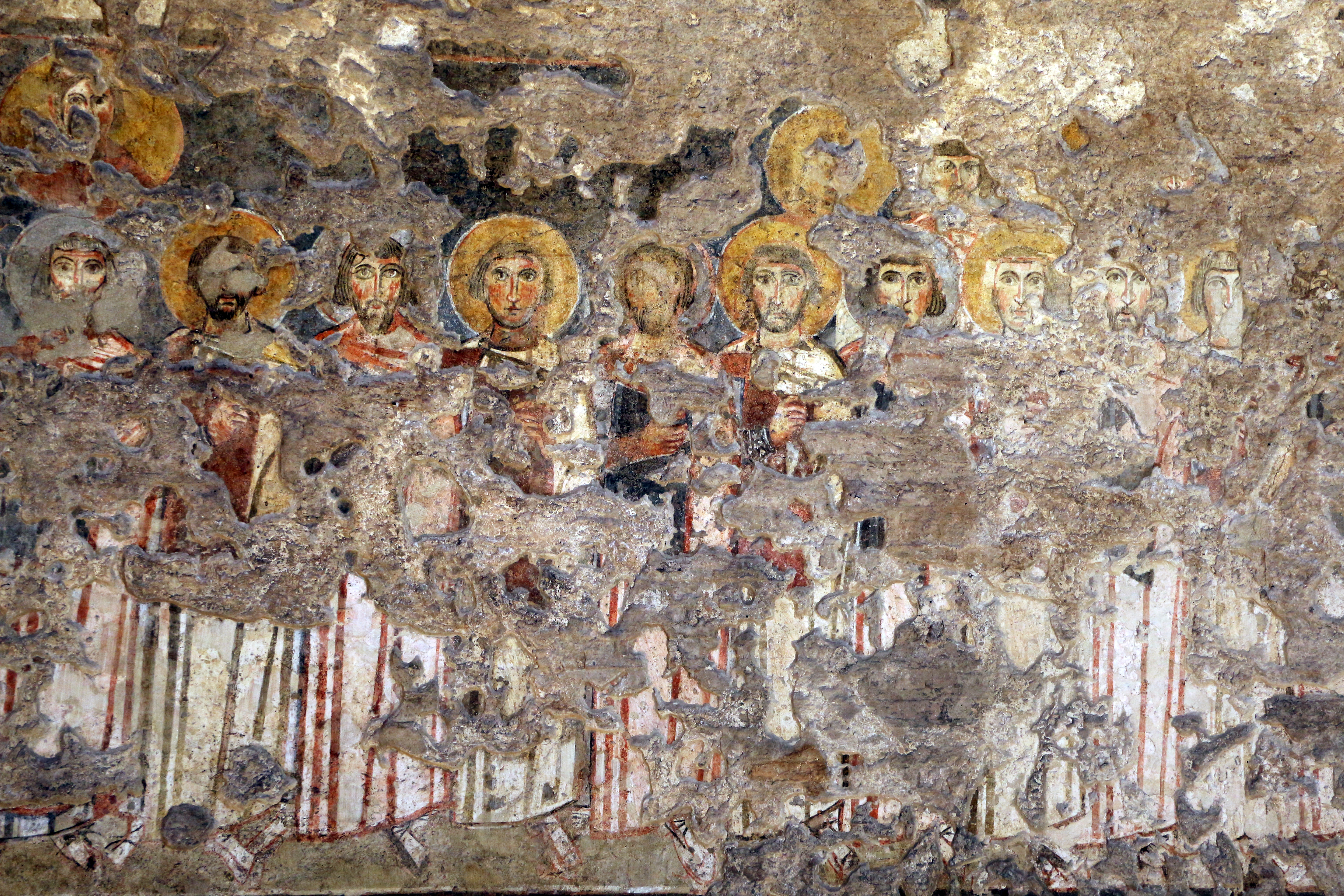

Karta från år 2020
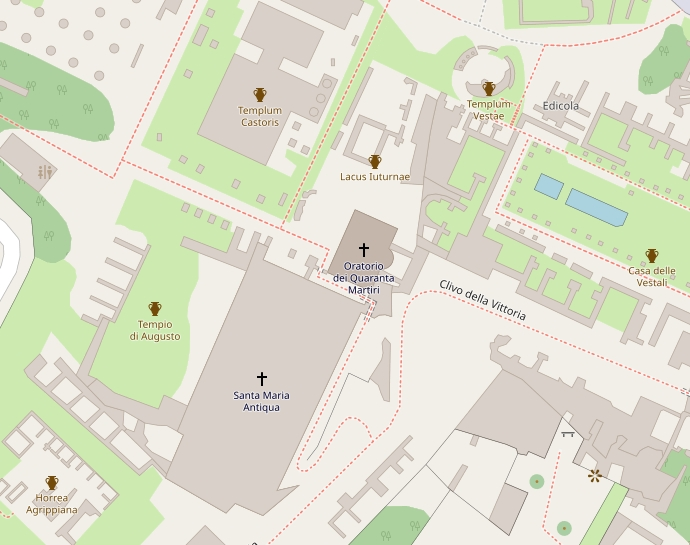